# Acer trautvetter
Acer trautvetter é uma espécie de árvore do gênero Acer, pertencente à família Aceraceae.